# Ezequiel Busquets
Ezequiel Busquets, né le 24 octobre 2000 à Chuy, est un footballeur uruguayen  qui évolue au poste d'arrière droit au CS Cerrito.

## Biographie
Busquets commence à jouer au football au San Vicente de Chuy, club de sa ville natale, Rocha dans l'extrême est de l'Uruguay. Il est repéré par Peñarol après un match amical contre son club formateur en 2014.
Il joue son premier match avec le Club Atlético Peñarol le 7 juin 2018 contre le Defensor Sporting Club. Son club finit champion d'Uruguay cette même année 2018.

## Palmarès
Peñarol
- Championnat d'Uruguay
  - Champion en 2018